# Don't Bomb When You're the Bomb
Don't Bomb When You're the Bomb è un singolo del gruppo inglese di Blur pubblicato nel 2002.

## Il brano
Il brano è stato realizzato senza il contributo di Graham Coxon, che aveva lasciato la band durante le registrazioni dell'album Think Tank.
La traccia trae ispirazione dall'imminente guerra in Iraq, nei confronti della quale il gruppo ha manifestato parere assolutamente contrario. Del singolo in formato fisico sono state realizzate solo 1000 copie, la maggior parte delle quali sono state distrutte proprio come simbolo di protesta nei confronti della guerra.
La canzone è stata inserita successivamente nel boxset Blur 21, uscito nel 2012.

## Tracce
1. Don't Bomb When You're the Bomb – 4:02

## Formazione
- Damon Albarn - voce, chitarra
- Alex James - basso
- Dave Rowntree - batteria